# Anaplastický astrocytom
Anaplastický astrocytom je vzácný zhoubný nádor mozku. Postihuje 4 lidi z 1 milionu.

## Diagnóza
Anaplastický astrocytom se projevuje bolestmi hlavy, záchvaty, ohniskovým neurologickým deficitem, vzácněji částečným ochrnutím jedné poloviny těla, poruchou řeči a psychickými změnami. Užívá se CT a MRI.

## Léčba
Léčba je vzhledem k difuzní (neohraničené) povaze nádoru komplikovaná a chirurgicky nelze nádor kompletně odstranit. Ozařování doplňuje léčbu. Chemoterapie se neprovádí. 23 % pacientů se dožije 5 let, přičemž starší pacienti umírají mnohem více v prvních letech po diagnóze.